# Phalonidia kathetospina
Phalonidia kathetospina es una especie de polilla del género Phalonidia, categorizada en la tribu Cochylini, de la subfamilia Tortricinae.
Fue descrita por Razowski en 1993 y publicada en Acta zool. cracov. 36: 164. Se distribuye por América del Sur: Perú, en el departamento de Puno, a unos 5 kilómetros al este del distrito de Limbani.